# Daviscardia radulella
Daviscardia radulella är en fjärilsart som beskrevs av Robinson 1986. Daviscardia radulella ingår i släktet Daviscardia och familjen äkta malar.
Artens utbredningsområde är Costa Rica. Inga underarter finns listade i Catalogue of Life.